# Chorebus denticurvatus
Chorebus denticurvatus is een insect dat behoort tot de orde vliesvleugeligen (Hymenoptera) en de familie van de schildwespen (Braconidae). De wetenschappelijke naam van de soort werd voor het eerst geldig gepubliceerd door Pardos, Tormos & Verdu in 2001.